# Shisong
Shisong (ou Shishong) est une localité du Cameroun située dans la région du Nord-Ouest et le département du Bui. Ancien village, elle est devenue un quartier de la ville de Kumbo.

## Population
Lors du recensement de 2005, on y a dénombré 3 343 personnes.

## Histoire
Les premiers missionnaires allemands y ont construit une mission catholique en janvier 1913.

## Infrastructures
Le premier centre de chirurgie cardiaque d'Afrique de l'Ouest et du Centre est inauguré à Shisong en novembre 2009.

## Personnalités liées à Shisong
- Agapitus Enuyehnyoh Nfon, évêque, né à Shisong en 1964[4].